# دير القديسة تقلا البطريركي
دير القديسة تقلا دير ويقع في سورية على قمة جبل يشرف على قرية منين التي تبعد عن دمشق حوالي 16 كم، ويرتفع الدير حوالي 1260 م عن سطح البحر ويضم الموقع مركزا دينيا ضخما محفورا في الصخر يضم عدة معابد ومنشآت دينية أخرى.

## منشآت الدير

### المعبد الكبير
وهو عبارة عن قاعة محفورة في الصخر يتم الوصول إليها عبر درج فخم ينتهي بمنصة أمام مدخل المعبد، وأرضية المعبد مؤلفة من جزء منخفض وجزء مرتفع، وفي الصدر المكان المخصص لتمثال الإله، أبعاد الغرفة: طولها 887 سم وعرضها 575 سم وارتفاعها 727 سم.

### المعبد الصغير
شمال المعبد الكبير، وهو أيضًا غرفة محفورة في الصخر وهي من الداخل مشابهة للمعبد الكبير، زينت بوابتها بمجموعة فخمة من العناصر المزخرفة التي انتشرت في العصر الروماني، وأمام المعبد باحة صغيرة كانت تضم رواقًا متقدمًا للمعبد، أبعاد الغرفة: طولها 668 سم وعرضها 475 سم وارتفاعها 648 سم.

### الباحة الرئيسية للمعبد
تقع الباحة الرئيسية غرب المعبدين الكبير والصغير.

### المذبح
غرب الباحة يوجد المذبح الضخم الذي حفر كله في الصخر، وكان يتصل بأسفل الجبل عبر درج حجري.

### منشآت أخرى
حول المنشآت السابقة تنتشر مجموعة أخرى من المنشآت المحفورة في الصخر كالغرف والمدافن، وهناك بقايا سور يحيط بالموقع تظهر بعض أجزائه وبوابته الرئيسية، وعلى قمة الجبل هناك منشآت معمارية بسيطة تعود للفترة البيزنطية، إضافة إلى مجموعة أخرى من المدافن والمعاصر والأدراج وبقايا القاعات.

## مكتشفات ولقى الموقع
تعمل في الموقع بعثة أثرية وطنية سورية منذ عام 1998، وقد اكتشفت إضافة إلى المنشآت والمباني السابقة مجموعة من اللقى الأثرية أهمها رأس تمثال حجري، وتمثال صغير للإله بعل وأثار عديدة أخرى، ومجموعة من الكتابات والمخطوطات.